# Пісткі
Пісткі (пол. Pistki, нім. Pistken) — село в Польщі, у гміні Елк Елцького повіту Вармінсько-Мазурського воєводства.
Населення — 71 особа (2011).
У 1975-1998 роках село належало до Сувальського воєводства.

## Демографія
Демографічна структура станом на 31 березня 2011 року:
|          | Загалом | Допрацездатний вік | Працездатний вік | Постпрацездатний вік |
| -------- | ------- | ------------------ | ---------------- | -------------------- |
| Чоловіки | 35      | 9                  | 24               | 2                    |
| Жінки    | 36      | 12                 | 18               | 6                    |
| Разом    | 71      | 21                 | 42               | 8                    |